# Modelo de ejecución
Un lenguaje de programación consta de dos partes, la primera, la parte gramatical que incluye la propia sintaxis del lenguaje de programación, la segunda, el modelo de ejecución.
El modelo de ejecución especifica el comportamiento de los elementos de dicho lenguaje por lo que aplicándolo se puede derivar el comportamiento de un programa escrito en términos del lenguaje en cuestión
Por ejemplo cuando una programadora "lee" cierto código, ella puede recorrerlo línea a línea en su mente y analizar lo que hace cada una de estas líneas de código, emulando en su mente el comportamiento de dicho programa. De esta forma la programadora esta aplicando el modelo de ejecución al código en su mente, lo que resulta en el comportamiento de dicho código.
Cada lenguaje de programación tiene su propio modelo de ejecución, el cual determina la manera en como las unidades de trabajo (indicadas por la sintaxis de programación) serán organizadas para su ejecución.
Algunos ejemplos que detallan las especificaciones de modelos de ejecución para lenguajes de programación como Python, el de Unified Parallel C (UPC), así como el capítulo 4.3 de Compilation Techniques for Reconfigurable Architectures, donde se discute acerca de varias clases de modelos de ejecución, comparando aquellos para lenguajes imperativos contra aquellos para lenguajes  funcionales.